# GSF (entreprise)
Pour les articles homonymes, voir GSF.
GSF Propreté & Services (acronyme de Groupe Services France) est un acteur du secteur de la propreté et des services associés en France.

## Histoire
GSF est né d'une structure familiale qui bénéficie d’une progression constante depuis plus de cinquante ans. Sa croissance est basée sur l’auto-développement et une totale indépendance financière, le Groupe n'ayant jamais été coté en bourse. Créé au début des années 1960 dans un petit bureau parisien, GSF a développé son réseau partout en France à partir de 1967 en misant sur la proximité. En 1975, 10 sociétés de production sont créées. En 1978, le siège administratif de l’entreprise est installé à Biot sur le territoire de la technopole Sophia Antipolis.
Le déploiement de GSF à l’international a commencé en 1983 au Canada et s'est étendu aux États-Unis à partir de 1987. Le groupe est également présent en Grande-Bretagne depuis 1988, en Espagne depuis 1998 et à Monaco.
En 2022, GSF annonce l'entrée à son capital du fonds d'investissement anglo-américain TowerBrook pour accompagner sa croissance.
La même année, Jean Louis Noisiez, fondateur du Groupe GSF, disparait à l'âge de 87 ans,,.

## Activités et prestations
GSF est le deuxième groupe français en matière de propreté et services en 2022
Son activité englobe plusieurs domaines. GSF assure l’hygiène et la propreté dans l'agroalimentaire, le tertiaire, les centres commerciaux, les aéroports et de nombreux sites industriels. Son activité s’est également développée dans les milieux sensibles, avec une présence dans la santé (hôpitaux, industries pharmaceutiques, salles blanches) et le nucléaire (intervention dans des centrales et radioprotection),.
Depuis 2011, le groupe diversifie son activité en intervenant sur les services associés, notamment dans la logistique, la manutention ou la maintenance de bâtiments[réf. souhaitée].
En 2018, le groupe GSF à travers son service Recherche & Développement dépose un brevet pour sa méthodologie de « décontamination des surfaces de production par des allergènes en agroalimentaire ».